# Coulommiers-la-Tour
Coulommiers-la-Tour ist eine französische Gemeinde mit 575 Einwohnern (Stand: 1. Januar 2022) im Département du Loir-et-Cher in der Region Centre-Val de Loire. Sie gehört zum Arrondissement Vendôme und zum Kanton Montoire-sur-le-Loir. Die Einwohner werden Columériens genannt.

## Geografie
Die Gemeinde Coulommiers-la-Tour liegt sieben Kilometer östlich von Vendôme etwa 25 Kilometer nordnordwestlich von Blois. Das Gemeindegebiet wird vom Flüsschen Houzée durchquert. Nachbargemeinden von Coulommiers-la-Tour sind Meslay im Nordwesten und Norden, Rocé im Norden und Nordosten, Villetrun im Osten, Selommes im Osten und Südosten, Périgny im Süden, Crucheray im Süden und Südwesten, Vendôme im Westen sowie Areines im Nordwesten.

## Einwohnerentwicklung
| Jahr                       | 1962 | 1968 | 1975 | 1982 | 1990 | 1999 | 2006 | 2012 | 2022 |
| -------------------------- | ---- | ---- | ---- | ---- | ---- | ---- | ---- | ---- | ---- |
| Einwohner                  | 351  | 333  | 329  | 440  | 455  | 476  | 516  | 510  | 575  |
| Quellen: Cassini und INSEE |      |      |      |      |      |      |      |      |      |

## Sehenswürdigkeiten

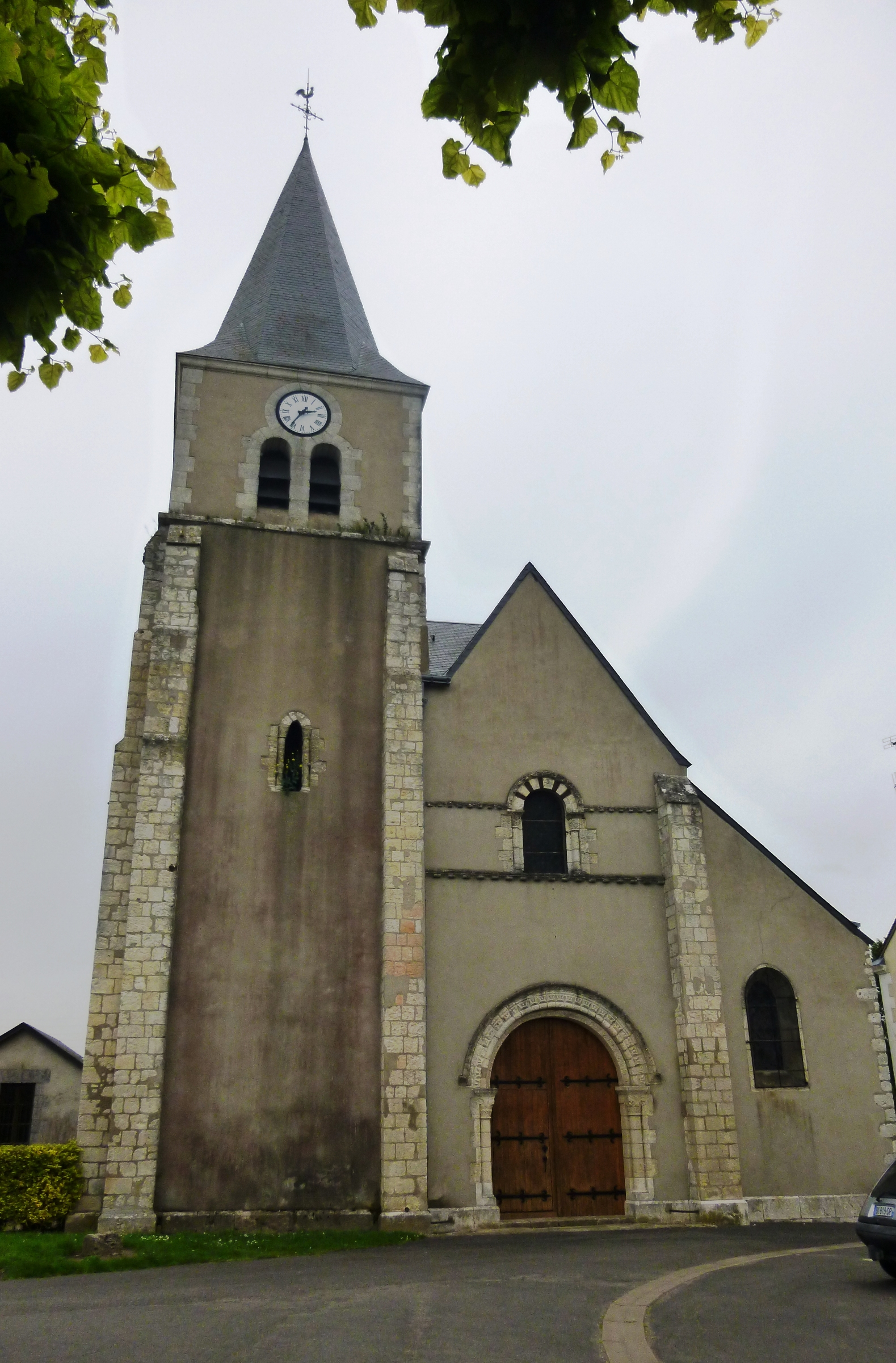
Kirche Saint-Jean-Baptiste
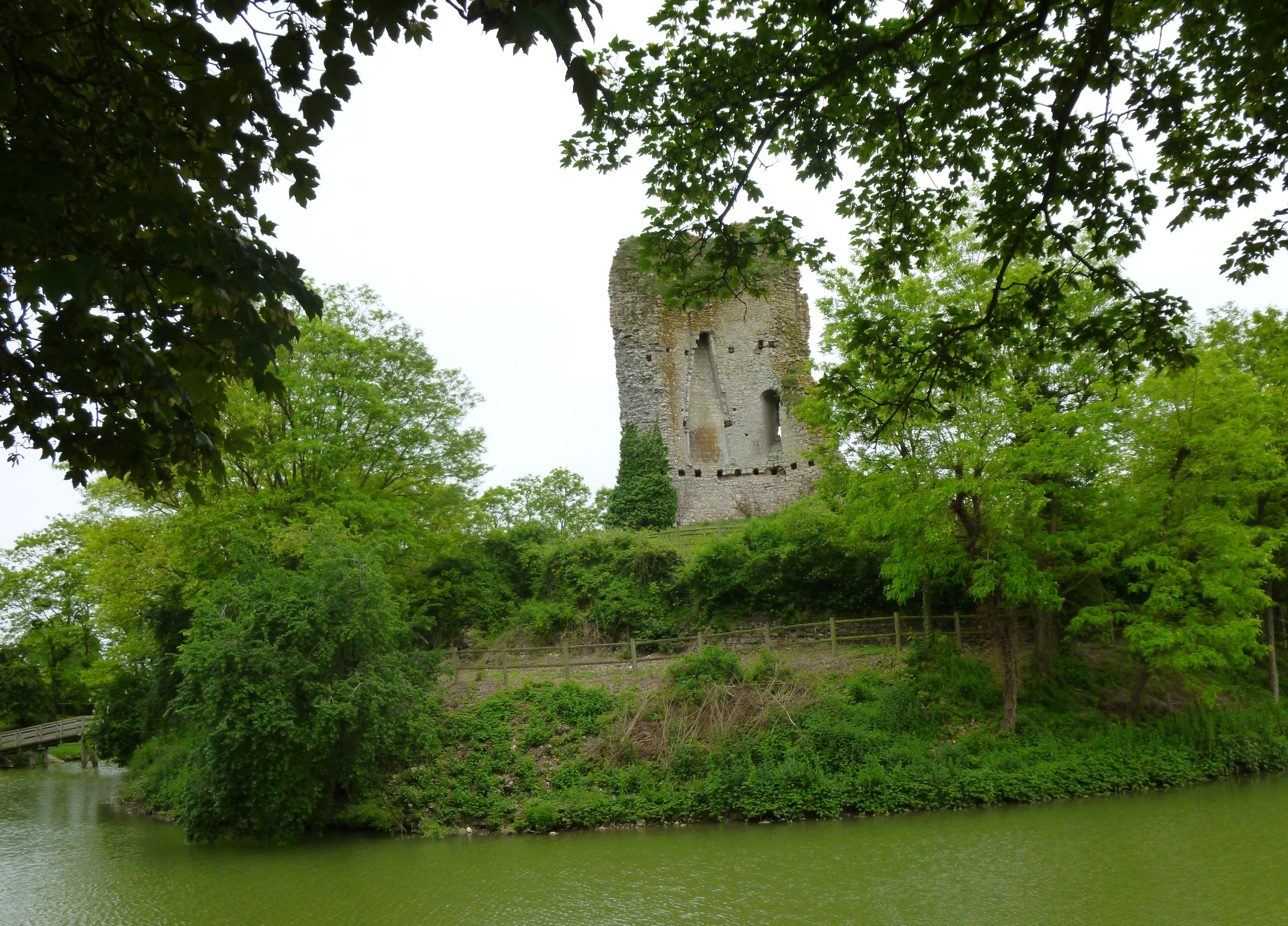
Turmruine

- Ruine eines Turms der früheren Burganlage
- Schloss Huchigny

- Kirche Saint-Jean-Baptiste
- Turmruine